# Aardhommel-groep
De aardhommel-groep bestaat uit vier zeer nauw verwante soorten: de aardhommel (Bombus terrestris), de veldhommel (Bombus lucorum), de grote veldhommel (Bombus magnus) en de wilgenhommel (Bombus cryptarum).

## Kenmerken van de soorten
De soorten zijn onderling moeilijk van elkaar te onderscheiden. Allemaal hebben ze een borststuk waarvan het voorste deel geel en de rest zwart behaard is. Het voorstuk (tweede rugplaat) van het achterlijf is geel behaard, het tussenstuk zwart en het einde van het achterlijf is wit behaard. Mannetjes hebben wat meer gele haren op de kop en het eerste achterlijfssegment. De beharing is kort en regelmatig. De aardhommel heeft een korte tong ongeveer even lang als die van de bijen. Als de aardhommel niet bij de nectar kan komen breekt deze in door aan de onderkant van de bloemkroon een gaatje te bijten. De gewone aardhommel is moeilijk te onderscheiden van de kleine aardhommel of veldhommel maar van deze laatste zijn de strepen helder- of citroengeel. De strepen van de gewone aardhommel zijn donkerder en meer okergeel. De koningin van de gewone aardhommel is 20-23, de werkster 11-17 en het mannetje 14-16 mm lang. De spanwijdte van de koningin is zeer groot, soms wel tot 43 mm. De vrouwtjes van wilgenhommel zijn van de andere aardhommels te onderscheiden doordat de gele band op de voorzijde van het borststuk met een knik (hockeystick-achtige vorm) onder de vleugel doorloopt en de kleur meer goudgeel is.

## Nest
Het nest zit in de grond en kan tot anderhalve meter diep liggen. Kraken van het nest komt veel voor. Kraken wil zeggen dat een andere koningin de koningin probeert dood te steken om zo het nest over te nemen. De aardhommel slaat het stuifmeel op in toevallig leegstaande broedcellen en is te vinden op vele planten. In het begin van het jaar op de wilg en later in het jaar veel op distels, klaver en vingerhoedskruid. Een volgroeide kolonie van de aardhommel bestaat uit zo'n 300 tot 600 werksters. De nestzoekende koninginnen zijn te zien van begin februari tot midden mei, de werksters van midden april tot midden oktober en de jonge koninginnen en mannetjes van eind juli tot eind september.

## Afbeeldingen

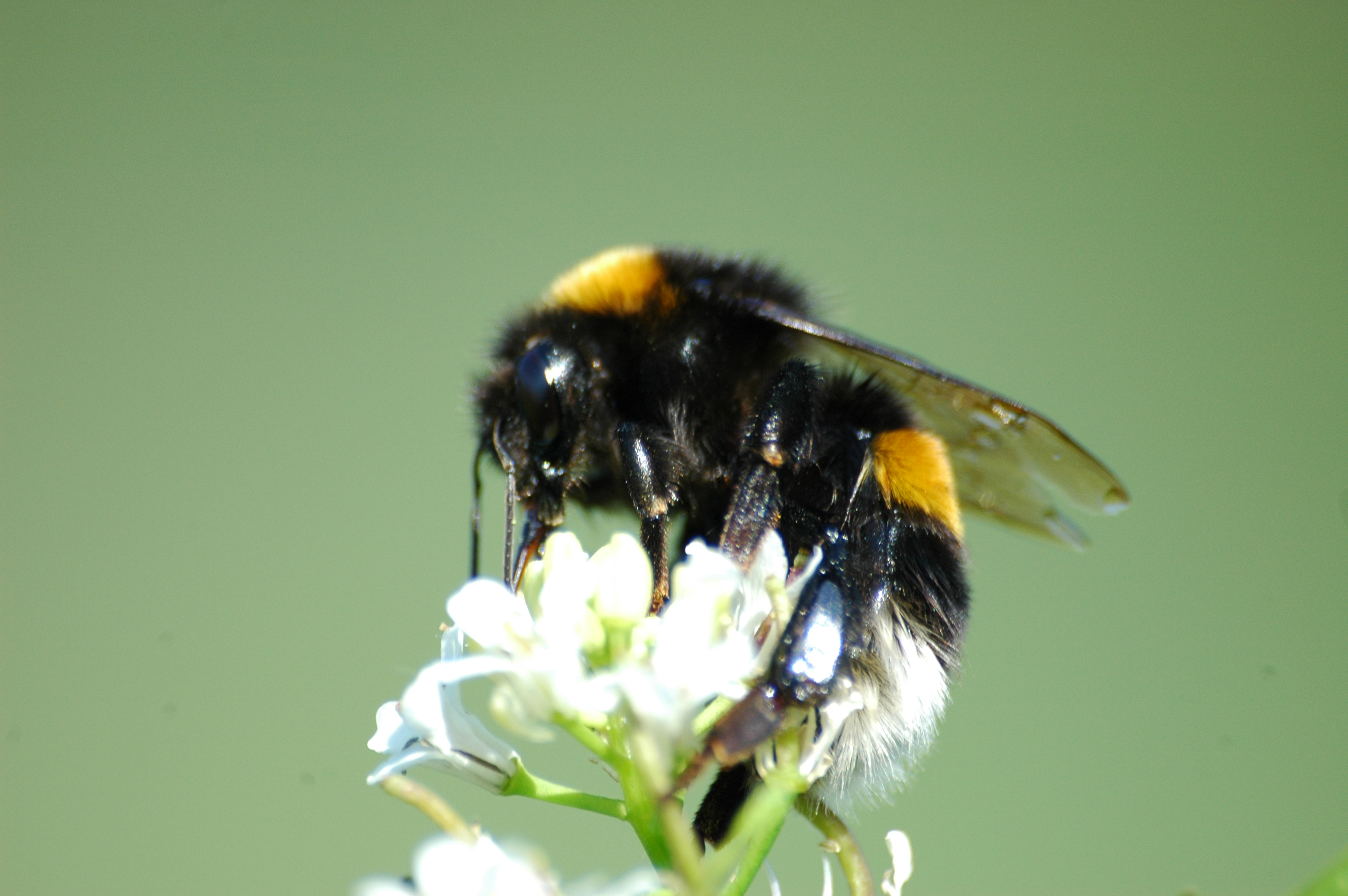
aardhommel (Bombus terrestris)
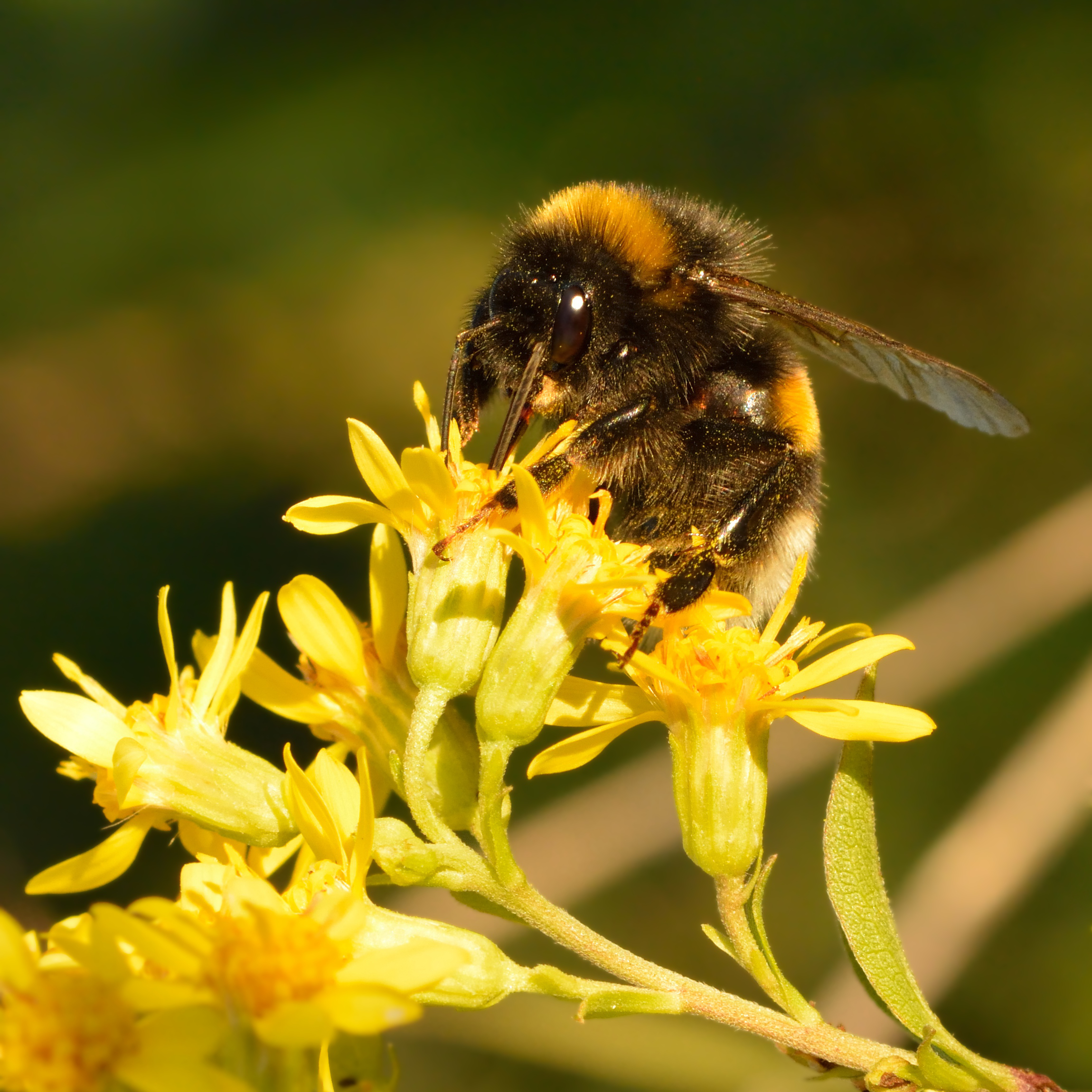
Wilgenhommel (Bombus cryptarum) met de karakteristieke s-vormige zwarte beharing in het geel
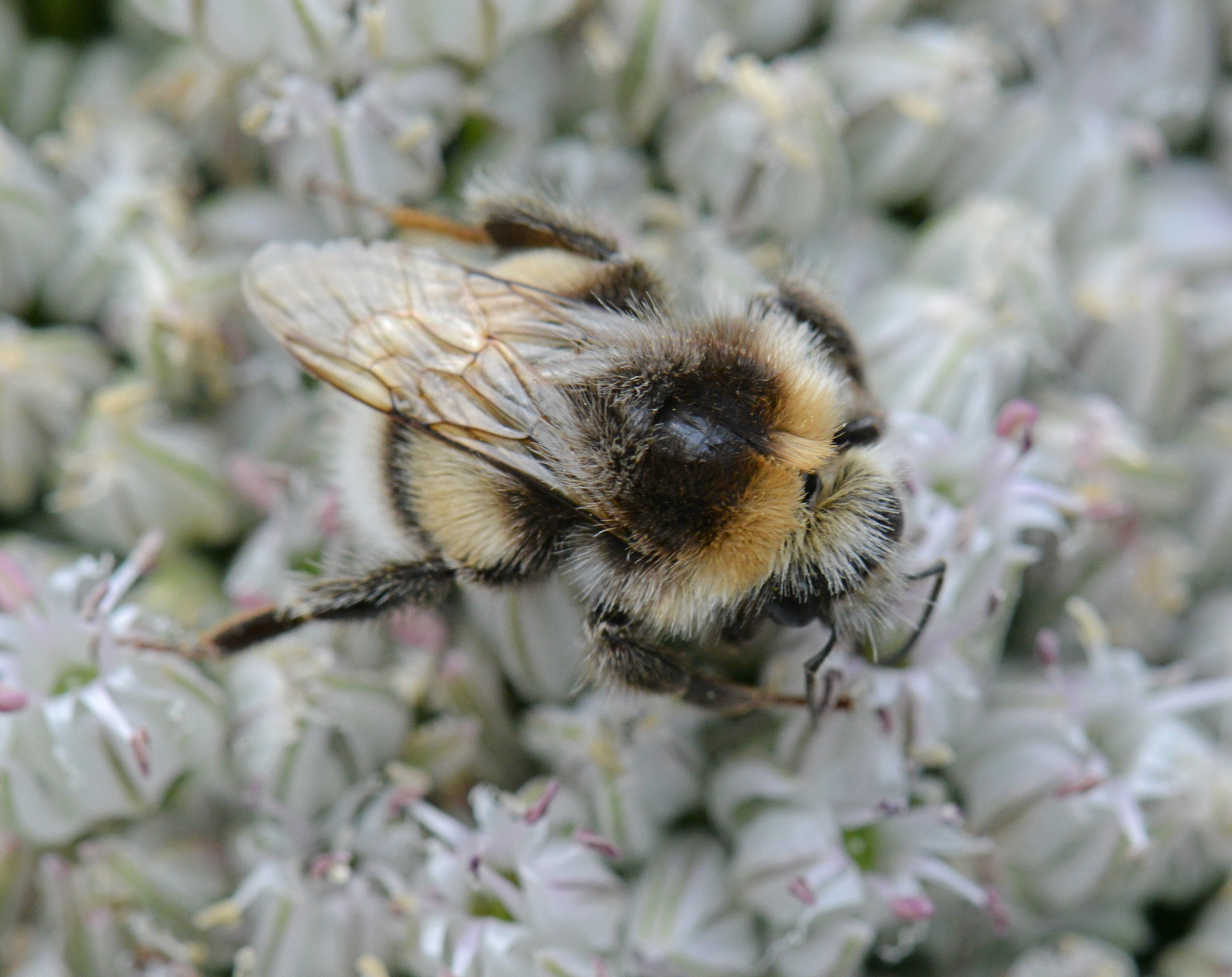
veldhommel (Bombus lucorum)
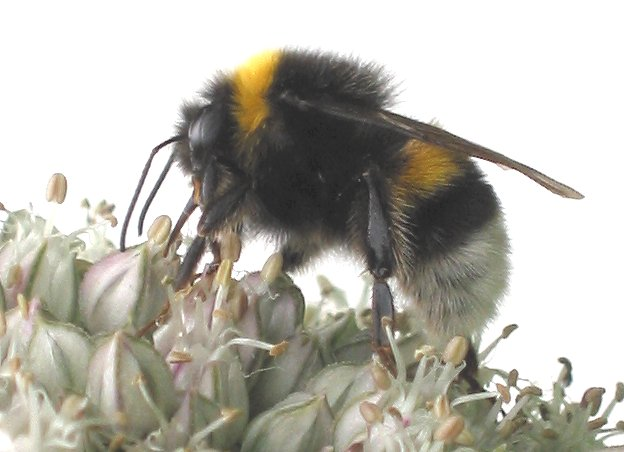
grote veldhommel (Bombus magnus)